# Liste der Bodendenkmale in der Samtgemeinde Spelle
In der Liste der Bodendenkmale in der Samtgemeinde Spelle sind die Bodendenkmale der niedersächsischen Samtgemeinde Spelle aufgeführt. Die Quelle ist der Denkmalatlas Niedersachsen.
- Bitte beachten Sie, dass diese Liste keinen Anspruch auf Vollständigkeit erhebt.
- Die Angaben ersetzen nicht die rechtsverbindliche Auskunft der zuständigen Denkmalschutzbehörde.
- Es sind nur Daten aus dem Denkmalatlas verarbeitet.
- Der Stand der Liste ist der 30. März 2025.

Samtgemeinde Spelle im Landkreis Emsland

## Allgemein
In den Spalten finden sich folgende Informationen des Bodendenkmales:
| Lage         | geographische Koordinaten                                                           |
| Bezeichnung  | Bezeichnung lt. Denkmalatlas                                                        |
| Beschreibung | Beschreibung lt. Denkmalatlas                                                       |
| ID           | Objekt-ID                                                                           |
| Bild         | Bild, ggf. zusätzlich mit Link zu weiteren Fotos im Medienarchiv Wikimedia Commons. |

## Lünne
| Lage                        | Bezeichnung         | Beschreibung | ID       | Bild |
| --------------------------- | ------------------- | --- | -------- | ---- |
| 52° 23′ 33″ N, 7° 24′ 25″ O | Lünne 17, Grabhügel | Durchmesser ca. 13 m und Höhe ca. 0,8 m. Rund. Kuppe abgeflacht, darin zentrale Eintrichterung. Hügelfuß abgesetzt. Eine Probebohrung während der NDK-Invertarisation ergab einen Hügelaufbau aus schwarzgrauem humosen Sand (Plaggen). | 28951032 | BW   |
| 52° 23′ 33″ N, 7° 24′ 28″ O | Lünne 18, Grabhügel | Durchmesser ca. 8 m und Höhe ca. 0,5 m. Ehemals rund. Osthälfte abgetragen durch Beackerung. | 28951033 | BW   |
| 52° 23′ 33″ N, 7° 24′ 28″ O | Lünne 19, Grabhügel | Durchmesser ca. 7,5 m und Höhe ca. 0,5 m. Rund. Störung durch Tierbaue. | 28951034 | BW   |
| 52° 23′ 32″ N, 7° 24′ 28″ O | Lünne 20, Grabhügel | Durchmesser ca. 6,5 m und Höhe ca. 0,4 m. Annähernd rund. | 28951035 | BW   |
| 52° 23′ 32″ N, 7° 24′ 28″ O | Lünne 21, Grabhügel | Durchmesser ca. 5,5 m und Höhe ca. 0,4 m. Annähernd rund. | 28951036 | BW   |
| 52° 23′ 32″ N, 7° 24′ 27″ O | Lünne 22, Grabhügel | Durchmesser ca. 8 m und Höhe ca. 0,5 m. Rund. Störung durch Tierbaue. | 28951037 | BW   |
| 52° 23′ 32″ N, 7° 24′ 27″ O | Lünne 23, Grabhügel | Durchmesser ca. 5 m und Höhe ca. 0,3 m. Rund. Störung durch Tierbaue. | 28951038 | BW   |